# Orychophragmus violaceus
Orychophragmus violaceus är en korsblommig växtart som först beskrevs av Carl von Linné, och fick sitt nu gällande namn av Otto Eugen Schulz. Orychophragmus violaceus ingår i släktet Orychophragmus och familjen korsblommiga växter. Inga underarter finns listade i Catalogue of Life.

## Bildgalleri

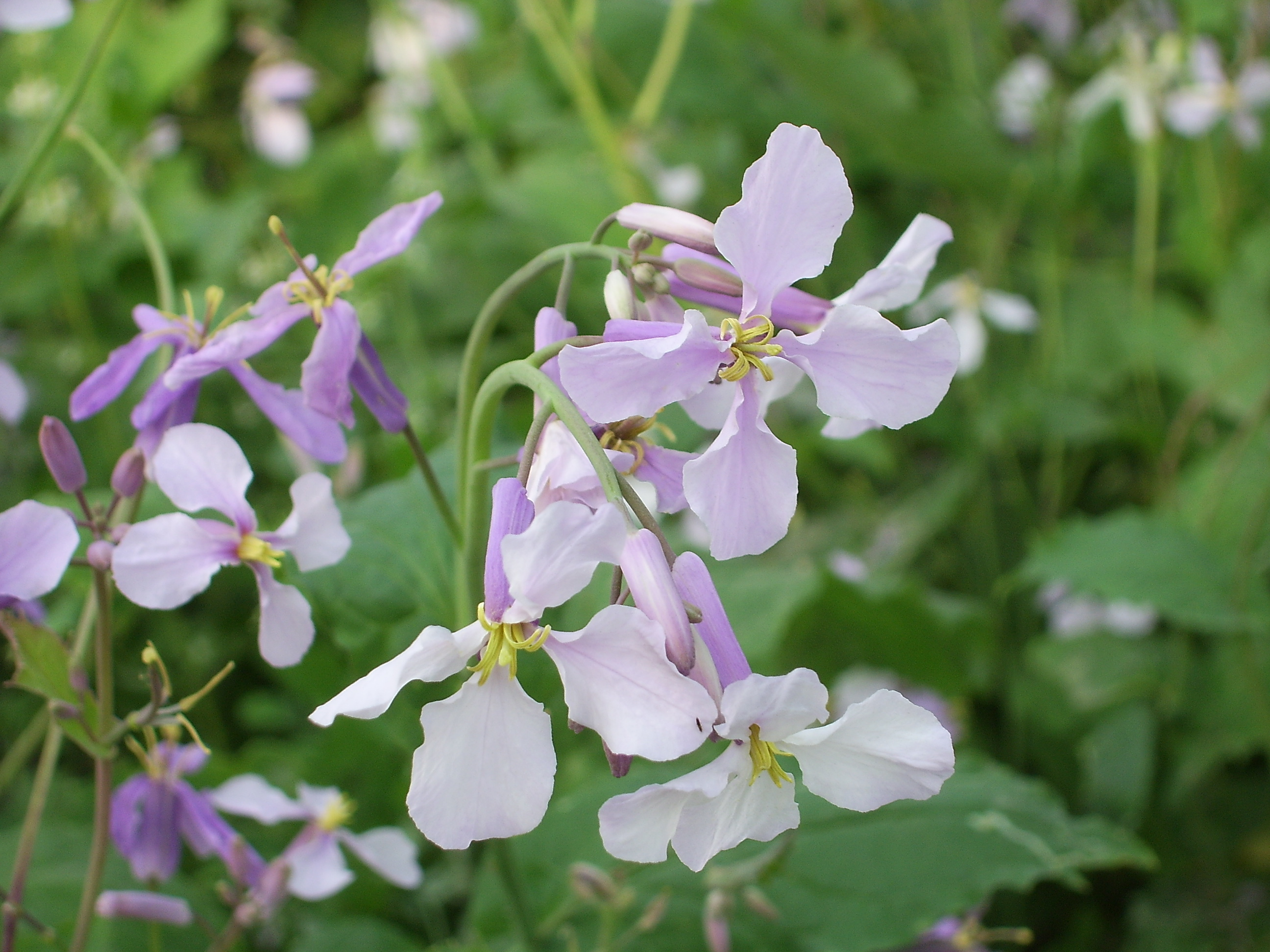
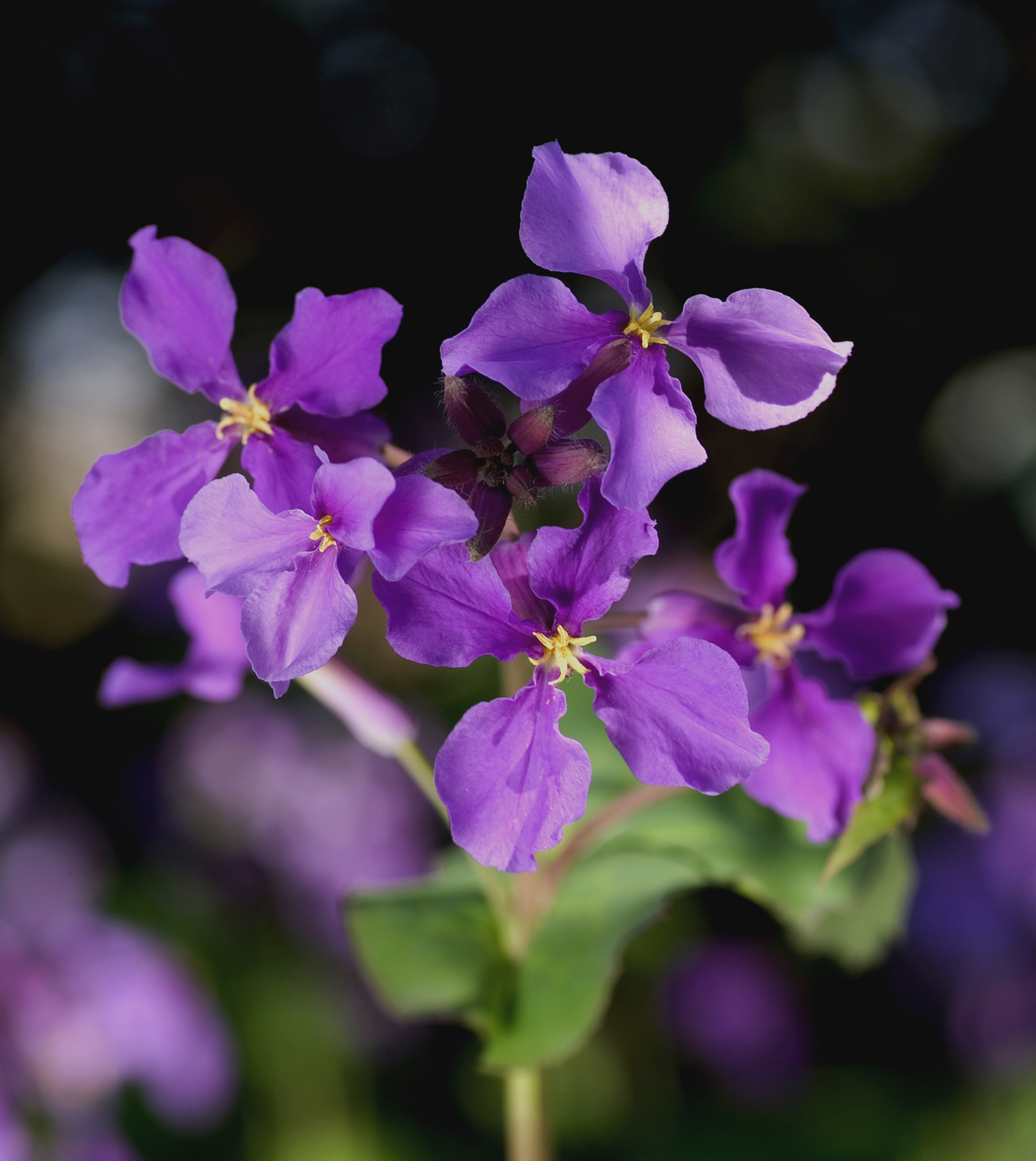
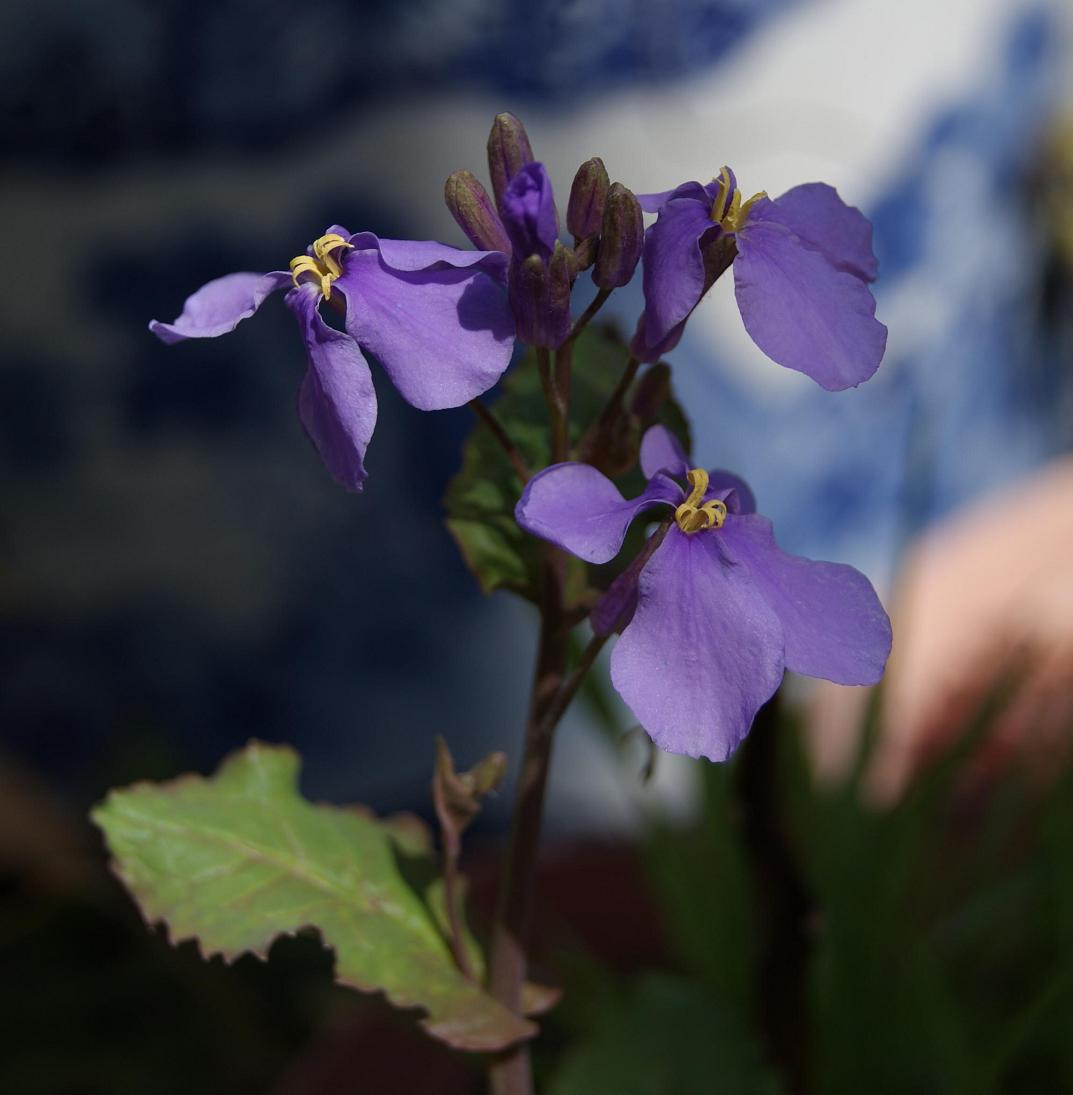
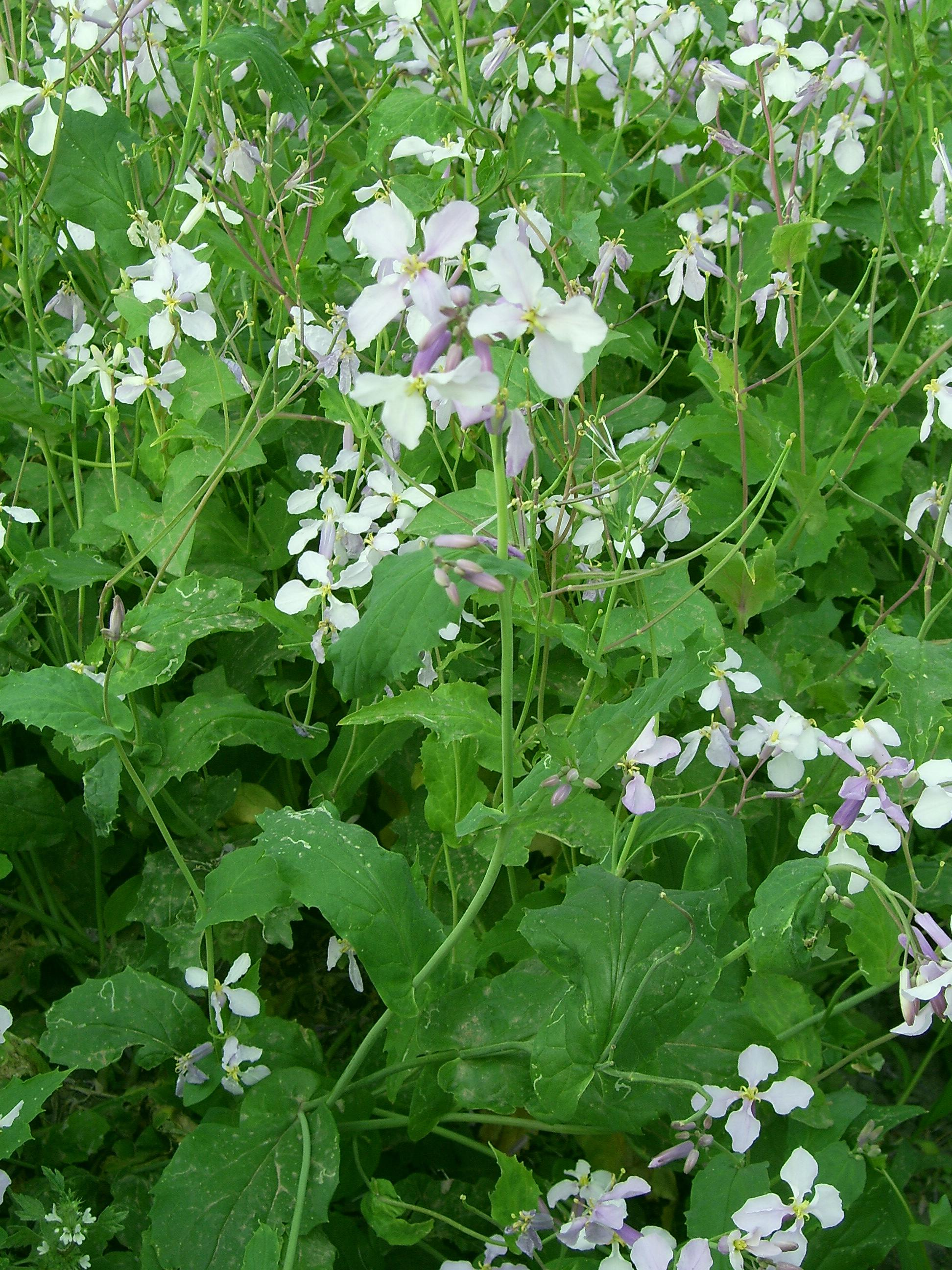
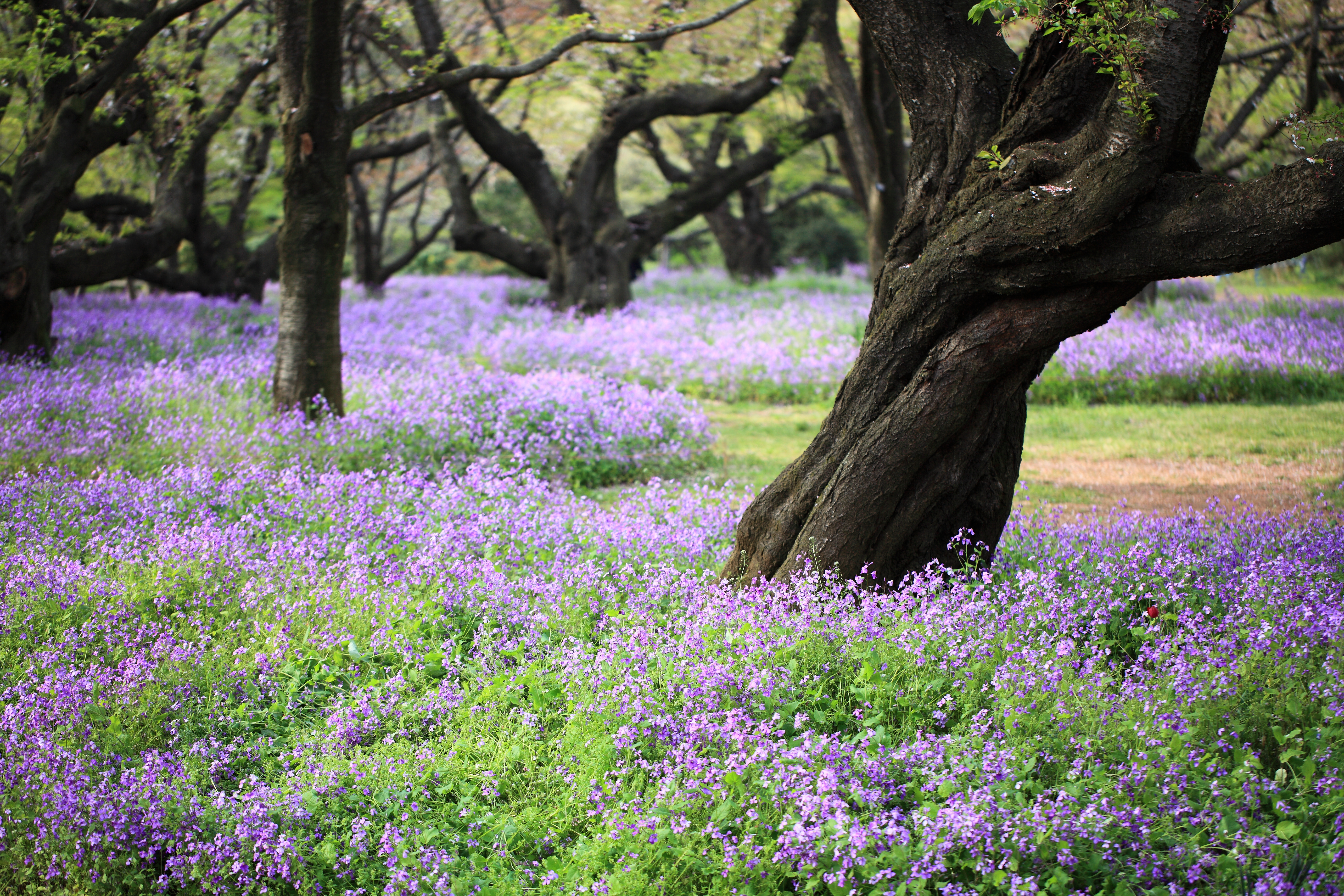
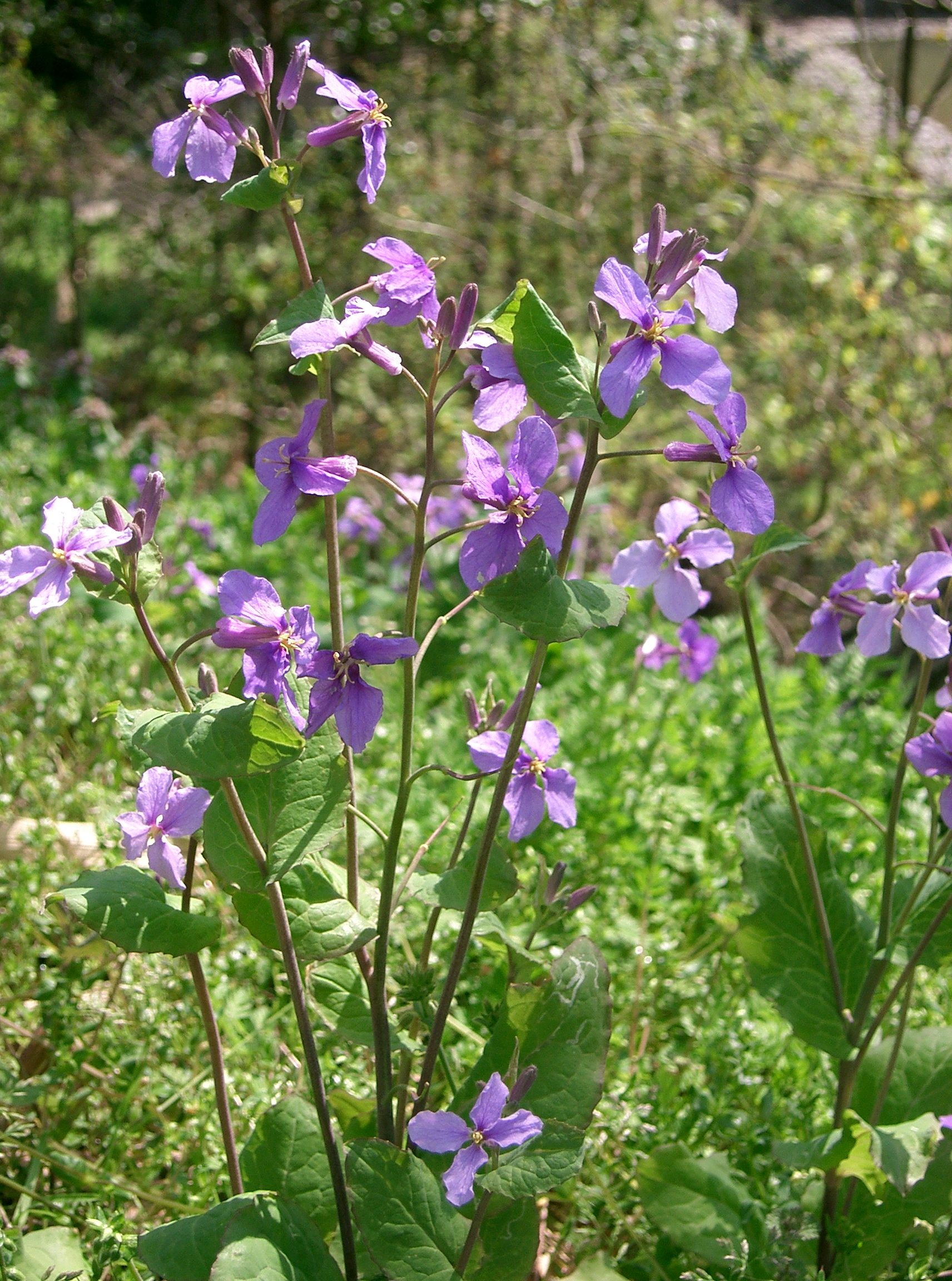